# 出版デジタル機構
株式会社出版デジタル機構は、電子書籍取次を行うメディアドゥホールディングスの子会社。

## 概要
2011年9月、インプレスホールディングス、勁草書房、講談社、光文社、集英社、小学館、新潮社、筑摩書房、東京大学出版会、東京電機大学出版局、版元ドットコム、文藝春秋、平凡社、有斐閣を中心に、準備会が立ち上げられた。
2012年4月2日に講談社、集英社、小学館、光文社、新潮社、文藝春秋、筑摩書房、有斐閣、勁草書房、版元ドットコム、平凡社の出資によって資本金3億2400万円で設立され、その後、設立趣旨に賛同した産業革新機構、大日本印刷、凸版印刷、角川書店、インプレスホールディングスが新たに株主に加わり、資本金39億2800万円に増資された。
2012年11月、経済産業省「コンテンツ緊急電子化事業（緊デジ）」によって電子化されたコンテンツの配信開始。
2013年7月、電子書籍取次大手ビットウェイの全株式を取得して子会社化し、同年10月に合併した。
2015年5月、共通書誌情報システムの運用とプリント・オン・デマンド（POD）の取次事業を開始。
2016年11月、文書編集・校正支援ソリューション『Picasso（ピカソル）』のサービス提供を開始。
2017年3月に電子書籍取次大手メディアドゥが産業革新機構から株式の70.52%を取得して同社を子会社化。同年6月、株式交換によりメディアドゥ（現・メディアドゥホールディングス）の完全子会社となる。
2017年6月に紙書籍のWEB販促サービス『NetGalley（ネットギャリー）』日本版の提供を開始。同月に慶應義塾大学SFC研究所、KADOKAWA、講談社、集英社、小学館、出版デジタル機構の共同で慶應義塾大学湘南藤沢キャンパス（SFC）に、未来の出版に関する研究をおこなうAdvanced Publishing Laboratory（APL）を設置することで合意。
2019年3月に株式会社出版デジタル機構と株式会社メディアドゥ（2代目法人）が合併し、株式会社メディアドゥ（3代目法人）に商号変更。メディアドゥホールディングスの完全子会社として出版業界の研究活動やデータベース構築などを行う株式会社出版デジタル機構（2代目法人）を設立。